# Atoti
Teti Ier
Atoti, Atothis, Téti ou Iteti est un roi de la Ire dynastie, pendant la période thinite de l'Égypte antique. Son nom, attesté dans les listes royales du Nouvel Empire, est diversement associé par les chercheurs (identique à Âha, règne intermédiaire entre Âha et Djer, peut-être de la reine Neith-Hotep), bien qu'un certain consensus semble émerger sur l'identification de ce nom au roi Âha par ailleurs bien attesté.

## Attestations
Le roi est présent sur les listes royales ramessides sous un nom différent, le nom écrit étant corrompu par le temps :
- la liste royale d'Abydos, datée du règne de Séthi Ier (XIXe dynastie), dans laquelle le nom de Téti est inscrit à la deuxième position, après le nom Méni[1],
- le canon royal de Turin, daté de la XIXe dynastie également, dans lequel le nom de Ity est inscrit à la douzième position de la troisième colonne, après le nom Méni[1].

Concernant les listes manéthoniennes, le deuxième roi de la dynastie est nommé Athôthis (Aθωθις) et aurait régné vingt-sept ans (selon  la version d'Eusèbe de Césarée) ou cinquante-sept ans (selon la version d'Africanus).

## Interprétations
De manière générale, les noms en cartouche inscrits dans les listes royales ramessides et se rapportant aux trois premières dynasties sont interprétés comme étant des formes déformées par le temps (plus d'un millénaire sépare cette période de la XIXe dynastie) des noms des rois de la période qui étaient précédés du titre nésout-bity, le cartouche étant rajouté de manière anachronique. Cependant, le plus ancien nom attesté est celui de Den, cinquième roi de la dynastie. Ainsi, l'association des quatre premiers noms des listes (Méni, Téti, Itéti, Ita/Itiou) avec les noms d'Horus connus (Narmer, Âha, Djer, Ouadji) de la période a été l'objet de débats.

### Débats anciens

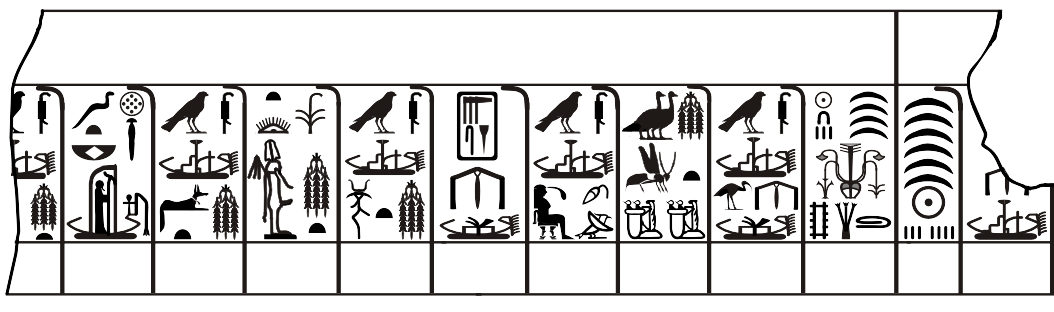
« Cases-années » sur la pierre de Palerme, du début du règne de Djer et de la fin de son prédécesseur Âha

Deux positions étaient tenues par les différents chercheurs. Concernant la première, la pierre de Palerme associe à Djer le nom Itéti, nom que l'on retrouve en tant que successeur de Téti dans les listes ramessides ; Djer étant le successeur d'Âha, ces chercheurs associaient donc Téti à Âha et Méni à Narmer,.
Mais cette hypothèse n'est pas la seule. Des égyptologues, comme Hans Wolfgang Helck et Kurt Heinrich Sethe, ont suggéré que ce Téti serait un roi ayant régné entre Âha et Djer, voire, selon Werner Kaiser et Günter Dreyer, ce Téti pourrait être assimilé plus spécifiquement à la reine Neith-Hotep. Il est possible en effet que cette reine, en tant que régente du royaume, ait pris le dessus sur le successeur d'Âha, le roi Djer, car il était encore mineur à l'époque et donc trop jeune pour exercer la fonction royale. Cette hypothèse serait étayée par le fait que les deux « cases-années » à la jonction entre Djer et son prédécesseur sur la pierre de Palerme indiquent deux durées (six mois et sept jours puis quatre mois treize jours), la première étant interprétée comme la durée du règne d'Âha lors de la dernière année civile de son règne, tandis que la seconde comme la durée du règne de Djer lors de la première année civile de son règne ; ceci laisse donc un an et quarante-cinq jours de règne à un potentiel règne interpédiaire associé à Téti,.

### Interprétation moderne

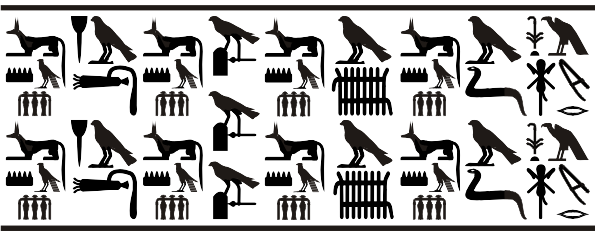
Dessin, sur la pierre de Palerme, de l'une des empreintes de sceaux découvertes dans la nécropole de Den, avec une lecture de gauche à droite les quatre premiers rois, de Narmer à Ouadji, puis, en cinquième position, la régente Merneith.

Il est à noter que, depuis les premiers débats et interprétations, trois scellements ont été découverts à Abydos, les deux premiers dans la nécropole de Den en 1985, le troisième dans la nécropole de Qâ une décennie plus tard. Or, ces trois sceaux montrent l'ordre de succession des rois, respectivement de Narmer à Ouadji/Djet et incluant Merneith (la mère de Den) pour le premier, de Narmer à Den et incluant Merneith à nouveau pour le deuxième, et de Narmer à Qâ (sans Merneith cette fois) pour le troisième. Les deux sceaux découverts dans la tombe de Den, s'ils mentionnent Merneith, c'est en tant que mère du roi et non en tant que roi. Or Merneith, qui était présente dans les deux premiers sceaux et qui a eu une tombe de taille royale, n'est pas présente dans les listes royales ramessides.
Enfin, concernant la pierre de Palerme, la présence de deux « cases-années » à la jonction entre Djer et son prédécesseur correspondraient bien à une seule année, non seulement car un seul niveau du Nil est donné, mais aussi parce que les deux durées indiquées dans ces cases, une fois ajoutées, atteignent pratiquement un an, à quarante-cinq jours près, ces jours étant diversement interprétés mais il a été suggéré qu'il s'agissait de la durée entre la mort du roi et l'enterrement de ce dernier, permettant à son successeur d'effectivement monter sur le trône.
Ces différents éléments montrent ainsi qu'aucun règne n'a eu lieu entre Âha et Djer et qu'aussi, si tant est que Neith-Hotep ait été régente au début du règne de Djer, il est très peu probable qu'elle aurait été nommée dans les listes ramessides. Ainsi, la première proposition associant Âha et Atoti/Téti en tant qu'un seul et même roi est aujourd'hui considérée comme la plus probable,.